# حسنعلی منصور
حسنعلی منصور (اردیبهشت ۱۳۰۲ – ۶ بهمن ۱۳۴۳) سیاستمدار ایرانی بود که از ۱۳۴۲ تا ۱۳۴۳ به‌عنوان سی و ششمین نخست‌وزیر فعالیت کرد. منصور تا پیش از نخست‌وزیری در سمت‌های مختلفی در وزارت امور خارجه به عنوان کارمند و دیپلمات، ریاست شورای عالی اقتصاد، معاونت نخست‌وزیری، وزیر کار و دبیر کلی حزب ایران نوین فعالیت داشت. او در بهمن ۱۳۴۳ در مقابل مجلس شورای ملی توسط محمد بخارایی از نزدیکان سید مجتبی نواب صفوی مورد اصابت گلوله قرار گرفت و پنج روز بعد در بیمارستان پارس درگذشت. پس از ترور منصور، امیرعباس هویدا به سمت نخست‌وزیری منصوب شد.

## زندگی
حسنعلی منصور فرزند علی منصور (وزیر و نخست‌وزیر عصر پهلوی) و نوهٔ دختری حسن رئیس ظهیرالملک (حکمران و دولتمرد عصر قاجار و پهلوی) بود. او در اردیبهشت ۱۳۰۲ چشم به جهان گشود و پس از پایان دوران تحصیل در دبیرستان فیروز بهرام، مدرک لیسانس حقوق و علوم سیاسی را از دانشگاه تهران دریافت کرد.
او پس از یک ازدواج ناموفق، با فریده امامی نوهٔ دختریِ وثوق الدوله ازدواج کرد و با خانواده‌های متنفذ وثوق، قوام و امینی هم نسبت خانوادگی پیدا کرد.
وی کار دولتی خود را در سال ۱۳۲۴ در وزارت امور خارجه آغاز کرد و در میانه دهه ۲۰ گروهی از دوستان خود را از سفارتخانه‌های عمدتاً اروپایی گرد خود جمع کرد که در بین آنها امیر عباس هویدا هم حضور داشت. منصور در میانه دهه ۳۰ و او با ایده‌ها و طرح‌هایی برای نجات وضعیت اقتصادی ایران در رأس شورای‌عالی اقتصاد قرار گرفت. همین ستاد جرقه آغاز محفلی شد با عنوان «کانون مترقی ایران» که متشکل از گروهی از جوانان تحصیل‌کرده بود که پشت سد رجال قدیمی در مناصب دولتی قرار داشتند. جوانانی عمدتاً ضدکمونیست که برخلاف جریان اصلی روشنفکری، طرفدار سلطنت بودند. آنها اعتقاد داشتند که باید با تغییر ساختار و سیستم، خود درون دولت قرار بگیرند و با اجرای سیاست‌های اصلاحی، وضعیت کنونی را به نفع خود و جریانی که در آن قرار دارند، اصلاح کنند.
منصور در میانه دولت‌های دهه ۳۰ حضور داشت و خود را طرفدار تغییر نشان می‌داد. با حضور کندی در کاخ سفید آمریکا و گزارش‌های سازمان سیا مبنی بر ضرورت تغییر در ایران، فشار برای اصلاحات در کشور را بیشتر کرد. گرچه دولت امینی مأمور به این کار شد اما با شکست سیاست‌های امینی، عملاً عرصه برای حضور تیم کانون مترقی مهیا شد به‌صورتی که در دولت اسدالله علم، برخی از این جوانان و ستاره‌های بعدی این کانون به وزارت رسیدند. منصور در همین زمان مدتی نیز وزیر کار بود. حضور کانون مترقی در ارکان‌های سیاسی، اقتصادی و اجتماعی به‌صورتی درآمد که در انتخابات سال ۱۳۴۲ مجلس شورای ملی، عملاً بیشترین کرسی‌های مجلس توسط اعضای کانون مترقی که حالا به حزب ایران نوین تبدیل شده بود تصاحب شد و همین زمینه اصلی برای انتخاب حسنعلی منصور در ۴۰ سالگی به‌عنوان نخست‌وزیر گردید.
منصور اولین دبیرکل حزب ایران نوین، پس از احراز پست نخست‌وزیری قصد انجام اصلاحات و تغییراتی را داشت و کوشش نمود که با روحانیت از در سازش درآید. حسنعلی منصور، روح‌الله خمینی را در ۸ فروردین ۱۳۴۳ از تهران به منزلش در قم بازگرداند. اما پس از سخنرانی سید روح‌الله خمینی در چهارم آبان ۱۳۴۳ در قم علیه تصویب قانون اجازه استفاده مستشاران آمریکایی در ایران از مصونیتها و معافیتهای قرارداد وین نوشته شده در بند دوم کنوانسیون وین خمینی دستگیر و در ۱۳ آبان ۱۳۴۳ به ترکیه تبعید شد.

هوشنگ نهاوندی یکی از وزرای کابینه منصور او را فردی جاه‌طلب، باهوش، مسلط به خویشتن و استوار در دوستی معرفی کرده است. به گفته نهاوندی منصور به عنوان رئیس خودش را مکلف به حمایت از همکارانش می‌دانست. به ادعای نهاوندی، منصور قبل از رسیدن به مقام سیاسی طراز بالای کشور شخصی زن باره و دلبسته قمار بود ولی به محض رسیدن به مقام، قمار را به صورت جدی ترک کرد و به سرعت دنبال ازدواج بود و در مدت کوتاه مسئولیتش زندگی جنسی پاکیزه ای داشت. نهاوندی مرگ منصور را ضایعه بزرگی برای ایران دانسته است و او را مغز سیاسی درخشانی معرفی کرده که مثل محمدرضا پهلوی بلند پروازی‌های زیادی برای آینده بهتر کشور داشت. نهاوندی دربارهٔ عشق منصور به ایران گفته است:

واقعاً من شاید بهترین خاطره‌ای که از منصور دارم این بود که همیشه یک ایران خیلی بزرگ و مترقی و آباد و مرفهی را در جست‌وجویش بوده… یک نوع عشق فوق‌العاده‌ای نسبت به ایران در این آدم بود.

## ترور
در روز یکم بهمن ۱۳۴۳، حسنعلی منصور، نخست‌وزیر وقت ایران، در مقابل مجلس شورای ملی توسط محمد بخارایی، از اعضاء موتلفه اسلامی، تعلیم داده‌شده به‌وسیلهٔ اسداله لاجوردی و از نزدیکان نواب صفوی ترور شد. حسنعلی منصور پس از چند عمل جراحی در بیمارستان پارس تهران درگذشت و پیکرش را با تشریفات ویژه در آرامگاه رضاشاه در شهر ری به خاک سپردند. پس از انقلاب، آرامگاه‌های رضا شاه و پنجاه تن از وابستگان حکومت پهلوی از جمله حسنعلی منصور به دستور صادق خلخالی خراب شدند.
اسدالله لاجوردی که در ترور حسنعلی منصور نقشی بر عهده داشت، بازداشت و به ۱۸ ماه حبس محکوم شد.

## دلایل و زمینه‌های ترور
بنا به ادعای عباس امانت، نقطهٔ آغاز تنش جدی میان خمینی و دولت منصور با طرح لایحه احیای کاپیتولاسیون رقم خورد. این لایحه، مخالفت‌هایی به همراه داشت، به ویژه با توجه به اعطای مصونیت قضایی به پرسنل نظامی آمریکایی و خانواده‌های آنان که در نیروهای مسلح ایران مسئولیت‌های مشاوره‌ای داشتند.
تقریباً تمامی افراد ذی نقش در این ماجرا، مرتبط با کادرهای قدیمی فداییان اسلام بودند و با حلقه نزدیک به خمینی ارتباط داشتند. این افراد که تحت تأثیر انتقادات شدید خمینی و اختلاف نظر وی با منصور قرار گرفته بودند، منصور را به عنوان «عامل» طرفدار آمریکا تلقی می‌کردند و با دادن عنوان «مفسد فی الارض» به او، حکم کشتنش را برای خود صادر و کار خود را شرعی کردند.
هوشنگ نهاوندی وزیر وقت دولت، دربارهٔ ترور منصور اظهار داشته است که او برای تقدیم قانون قرارداد با شرکت نفت پان آمریکن به مجلس رفته بود که هدف قرار گرفت، وی مدعی شده است شاه به محض اطلاع از ترور دستور می‌دهد معاون پارلمانی دولت، قانون فوق را به مجلس ببرد و به هر قیمتی شده است آن را تصویب کند چرا که شاه همیشه فکر می‌کرد ترور منصور توسط شرکت‌های نفتی انجام شده است.
عباس امانت در کتاب خود شایعات مربوط به ترور را ذکر کرده است که شامل قصور در معالجهٔ منصور، احتمال بهره‌برداری شاه از ترور منصور برای حذف وی یا اینکه دستگاه‌های امنیتی به نوعی در این واقعه دخالت داشته‌اند. عباس امانت در کتاب خود مدعی شده است شاه در صحبتهای خود مستقیماً گفته است: «منصور، که دیگر به عنوان نوکری مستقیم برای آمریکایی‌ها شناخته می‌شد و جاه‌طلبی بالایی داشت، سرانجام به قتل رسید.» علی بیگدلی احتمال داده است که منصور قربانی یک رقابت میان گروه سنتی دربار، که غالباً به انگلستان متمایل بودند، و گروه‌های جوانتر طرفدار آمریکا شده باشد.

## حواشی ترور
در ۲۰ دی ۱۳۹۵ اسدالله بادامچیان از اعضای حزب مؤتلفه اسلامی، با بیان خاطراتی از اکبر هاشمی رفسنجانی گفت: یکی از هفت اسلحه مورد استفاده به منظور ترور حسنعلی منصور، توسط هاشمی رفسنجانی تهیه شد. در روز ۲۳ دی ۱۳۹۵ خورشیدی، این ادعای اسدالله بادامچیان توسط دفتر هاشمی رفسنجانی تکذیب شد. بیان این مطلب از سوی بادامچیان واکنش‌های زیادی به دنبال داشت، که منجر به انتشار یادداشتی از سوی وی شد.
بخشی از یادداشت: چند سال قبل عده‌ای از شورای مرکزی مؤتلفه اسلامی از جمله مرحوم عسگراولادی، مرحوم حاج حیدری و آقایان حبیبی و امانی و … به دیدار آقای هاشمی رفته بودیم. در آن دیدار صحبت از شهدای ۲۶ خرداد و جریان کاپیتولاسیون و اجرای حکم الهی مرجع تقلید بر منصور به میان آمد. مرحوم حاج حیدری گفت اسلحه‌اش را که شما داده بودید و آقای هاشمی با خنده گفت «اگر الان شما این را بگویید من تکذیب می‌کنم». و من گفتم تا شما زنده هستید آن را نخواهیم گفت.